# Al-Minya
al-Minya (arabiska: المنيا) är en stad i Egypten, och är administrativ huvudort för guvernementet al-Minya. Staden ligger på den västra Nilstranden cirka 25 mil söder om huvudstaden Kairo och har cirka 300 000 invånare. Den är en viktig Nilhamn och ett handelscentrum med bomulls-, ull- och kvarnindustri, samt viss turism.